# Die Weissagung
Die Weissagung ist eine Erzählung von Arthur Schnitzler, die, 1902 entstanden, am 24. Dezember 1905 in der Tageszeitung Neue Freie Presse in Wien erschien.

## Inhalt
Der Ich-Erzähler, eine Stückeschreiber, sucht im Sommer die Villa des Freiherrn von Schottenegg am Guntschnaberg in der Nähe von Bozen auf. Der Freiherr, ein Liebhaber von Freilichtaufführungen, bittet den Ich-Erzähler um ein passendes Stück. Der Schreiber schreibt und liefert es. Der Literat wird zu der Aufführung am 9. September 1868 eingeladen. Am Tage der Premiere kommt er am Guntschnaberg an. Der Freiherr macht ihn mit seinem Neffen, dem  Herrn Franz von Umprecht, bekannt. Umprecht erzählt dem Ankömmling kurz vor der Aufführung seine Geschichte.
Auf den Tag genau vor zehn Jahren, am 9. September 1858, als Umprecht noch als Leutnant in Polen diente, wurde ihm von einem Taschenspieler, der als Zauberer auftrat, seine Zukunft prophezeit. Und zwar ließ jener Zauberer dem Leutnant – nur für kurze Zeit – ein Bild aus seiner künftigen Vita sehen. Es handelte sich um einen Augenblick aus dem Abend des 9. September 1868. Das ist der Todestag Umprechts. Der ehemalige Leutnant, dank Erbschaft seiner Gattin nun Gutsbesitzer, hat die Hauptrolle in dem Stück des Ich-Erzählers wegen eines „dämonischen Zusammenhangs“ übernommen. Die Schlussszene des Stückes stimmt nämlich genau mit dem oben genannten Bild überein. In jener Schlussszene liegt Umprecht in einer Wald- und Wiesenlandschaft auf einer Bahre. Er trägt eine Narbe auf der Stirn. An der Bahre trauern eine rothaarige Frau sowie zwei Kinder – ein Knabe und ein Mädchen.
Alles, aber auch wirklich alles, trifft haargenau ein. Umprecht heiratet Fräulein von Heimsal. Die färbt sich das Haar rot. Das Paar bekommt einen Sohn und adoptiert die Nichte Umprechts. Die Narbe zieht sich Umprecht auf einer Bahnfahrt zu. Am Ende des Stücks stirbt Umprecht, auf der Bahre liegend, plötzlich.

## Rezeption
- Schnitzler, das Rätselhafte strapazierend, stelle den Leser auf die Probe; prüfe seine Vertrauensseligkeit und Kritikfähigkeit.[3] Der Ich-Erzähler trete für Umprecht ein; verbünde sich geradezu mit ihm.[4]
- Schnitzler habe sich für Parapsychologie interessiert.[5]
- Die Vorherbestimmung betreffend habe der Autor wohl doch ein klein wenig übertrieben.[6]
- Ehrenstein habe sich in der Figur des o. g. Taschenspielers und Zauberers wiedererkannt.[7]
- Arnold gibt eine weiter führende Arbeit an: Geneviève Roussel (Lille 1988).[8]